# Maurice Clavelin
 (septembre 2024).
Maurice Clavelin, né le 12 septembre 1927 à Lons-le-Saunier et mort le 11 février 2024 à Lons-le-Saunier,, est un philosophe et historien des sciences.

## Biographie
Maurice Clavelin intègre l'École normale supérieure de la rue d'Ulm en 1948 et obtient l'agrégation de philosophie en 1952, classé 8e. En 1952-1953, il effectue son service militaire à Saint-Maixent puis obtient une bourse pour étudier à l’université de Chicago en 1953-1954. À son retour en France, il est professeur de philosophie au Lycée Blaise-Pascal de Clermont-Ferrand, de 1954 à 1957. Puis il est assistant à la Faculté des lettres de Clermont-Ferrand de 1957 à 1962, où il est collègue de Jules Vuillemin, avec qui il se lie d'amitié, Michel Foucault, Michel Serres et  Henri Joly. En 1968, il est docteur d’État ès-Lettres. Sa thèse principale porte sur La philosophie naturelle de Galilée et sa thèse complémentaire est une traduction Discours et démonstrations mathématiques concernant deux nouvelles sciences de Galilée. En 1969, il est nommé professeur à l’université de Rennes. De 1971 à 1995, il est professeur de philosophie des sciences à l’Université Paris-Sorbonne (Paris IV). Il prend sa retraite en 1995. Il reçoit en 2012 le Prix de la Fondation Édouard Bonnefous décerné par l’Institut de France.
Maurice Clavelin a été l’un des plus grands spécialistes de l’œuvre de Galilée avant de se tourner vers la philosophie des sciences et la philosophie analytique. Il s’est en particulier intéressé à l’histoire de l’empirisme logique au XXe siècle (Bertrand Russell, Ludwig Wittgenstein, Rudolf Carnap, Willard Van Orman Quine).
L’importante bibliothèque de Maurice Clavelin, centrée sur l’œuvre de Galilée et son histoire, a été déposée aux Archives Henri-Poincaré - Philosophie et Recherches sur les Sciences et les Technologies de l’université de Lorraine. Quelques documents d’archives sont conservés au Centre d’archives en philosophie, histoire et édition des sciences (CAPHÉS), à l’École normale supérieure de la rue d'Ulm.

## Œuvres

### Ouvrages
- La Philosophie naturelle de Galilée. Essai sur les origines et la formation de la mécanique classique, Paris, Armand Colin, 1968 (2e éd. avec nouvelle préface, Paris, Albin Michel, collection L'Évolution de l'humanité, 1996).  (ISBN 2-226-08759-1) Traduction : The natural philosophy of Galileo. Essay on the origins and formation of classical mechanics, tr. A. J. Pomeranz, Cambridge (Mass.), MIT Press, 1974.
- Galilée copernicien, Le premier combat (1610-1616), Paris, Albin Michel, collection Bibliothèque de l’Évolution de l’humanité, 2004.  (ISBN 2-226-14235-5)
- Galilée, cosmologie et science du mouvement, suivi de : Regards sur l’empirisme au XXe siècle, Paris, CNRS Éditions, 2016.  (ISBN 978-2-271-09023-2)

### Articles
- « Le problème du continu et les paradoxes de l’infini chez Galilée », Thalès, t. 10, 1959, p. 1-26.
- « Galilée et le refus de l’équivalence des hypothèses », Revue d’histoire des sciences et de leurs applications, t. 17, n° 4, 1964, p. 305-314. [Repris in : Galilée. Aspects de sa vie et de son œuvre, éd. Centre international de synthèse. Section d’histoire des sciences, Paris, Presses universitaires de France, 1968, p. 127-152][8].
- « Élucidation philosophique et “écriture conceptuelle” logique dans le Tractatus », Revue internationale de philosophie, vol. 23, n° 88/89, 1969, p. 237-256.
- « La première doctrine de la signification du Cercle de Vienne », Les Études philosophiques, n° 4, octobre-décembre 1973, p. 475-504.
- « L’antiaristotélisme de Galilée : réalité ou légende ? », in : Platon et Aristote à la Renaissance. XVIe Colloque international de Tours, Paris, J. Vrin, 1976, p. 261-276.
- « Les deux positivismes du Cercle de Vienne », Archives de Philosophie, vol. 43, n° 1, 1980, p. 33-55.
- « Galilée et la mécanisation du système du monde », in : Jaakko Hintikka, David Gruender, and Evandro Agazzi (eds.), Proceedings of the 1978 Pisa Conference on the history and philosophy of science, Dordrecht, D. Reidel, 1981, vol. 1, p. 229-251.
- « Conceptual and technical aspects of the Galilean geometrization of the motion of heavy bodies », in : William R. Shea (ed.), Nature mathematized. Historical and philosophical case studies in classical modern natural philosophy, […] third International conference on the history and philosophy of science, Montreal, Canada, 1980, Dordrecht, Reidel, 1983, p. 23-50.
- « Duhem et la théorie physique », in : Jean-Luc Marion (dir.), La passion de la raison. Hommage à Ferdinand Alquié, Paris, Presses universitaires de France, coll. Épiméthée, 1983, p. 379-398.  (ISBN 2-13-038141-3)
- « Quine contre Carnap : la polémique sur l’analyticité et sa portée », Revue internationale de philosophie, vol. 37, n° 144/145, 1983, p. 69-92.
- « Le Dialogue ou la conversion rationnelle. À propos de la Première Journée », in Paolo Galluzzi (ed.), Novità celesti e crisi del sapere. Atti del Convegno internazionale di studi galileiani [Pisa-Venezia-Padova-Firenze, 18-26 marzo 1983], Suppl. agli Annali dell’Istituto e Museo di Storia della Scienza, Firenze, 1983 - Fasc. 2, p. 17-29.
- « A revolução galileana : revolução metodológica ou teórica », Cadernos de História e Filosofia da Ciência, vol. 9, 1986, p. 35-44.
- « Science classique et révolution intellectuelle. Origines et dissolution d'un mythe », in : Jules Vuillemin (dir.), Mérites et limites des méthodes logiques en philosophie. Colloque international organisé par la Fondation Singer-Polignac en juin 1984, Paris, J. Vrin, 1986, p. 121-140.  (ISBN 2-7116-4260-7)
- « Le débat Koyré-Duhem, hier et aujourd’hui », History and Technology, vol. 4, n° 1-4, 1987, p. 13-35.
- « L’histoire des sciences devant la sociologie des sciences », in : Raymond Boudon et Maurice Clavelin (éds.), Le relativisme est-il résistible ? Regards sur la sociologie des sciences, Paris, Presses universitaires de France, 1994, p. 227-247.
- « Le copernicianisme padouan de Galilée », in : Galileo a Padova (1592-1610) – vol. 4, Tribute to Galileo in Padua, International Symposium, a cura dell’Università di Padova, 2-6 dicembre 1992, Trieste, Ed. Lint, 1995, p. 149-166.  (ISBN 88-86179-46-4)
- « D’un ciel à l'autre : l’héliocentrisme et la dignité de l'expérience », in : La dignité de l’homme. Actes du colloque tenu à la Sorbonne-Paris IV, en novembre 1992, éd. par Pierre Magnard, Paris, H. Champion, 1995, p. 211-223.  (ISBN 2-85203-435-2)
- « Galilée », in : Michel Blay, Robert Halleux [et al.], La science classique, XVIe-XVIIIe siècle. Dictionnaire critique, Paris, Flammarion, 1998, p. 252-265.  (ISBN 2-08-211566-6)
- « Galilée, astronome philosophe », in : José Montesinos et Carlos Solís (eds.), Largo campo di filosofare. Eurosymposium Galileo, La Orotava, Fundacion Canaria Orotava de Historia de la Ciencia, 2001, p. 19-40.  (ISBN 84-607-3613-X)[9]
- « Galilée philosophe et mathématicien », Bulletin de la Société française de philosophie, vol. 95/4, octobre-décembre 2001.
- « Galilée, Descartes, et la nouvelle vision du monde », Galilæana, Journal of Galilean Studies, vol. 1, 2004, p. 3-28.
- « Le copernicianisme et la mutation de la philosophie naturelle », Revue de métaphysique et de morale, N° 3, juillet-septembre 2004, p. 353-370.
- « Duhem et Tannery lecteurs de Galilée », Galilæana. Journal of Galilean Studies, vol. 3, 2006, p. 3-17.
- « Galilée et Descartes sur la conservation du mouvement acquis », in : Galilée-Descartes, études recueillies par Fabien Chareix, Dix-septième Siècle, n° 242, 2009/1, p. 31-43.
- « Des nouveautés célestes aux textes sacrés », in : Massimo Bucciantini, Michele Camerota & Franco Giudice, Il caso Galileo. Una rilettura storica, filosofica, teologica. Convegno internazionale di studi, Firenze, 26-30 maggio 2009, Firenze, L. Olschki, 2011, p. 17-32.  (ISBN 978-88-222-6039-0)
- « Du cosmos aux marées. La justification de l’héliocentrisme chez Copernic et Galilée », in : Michela Malpangotto, Vincent Jullien, Efthymios Nicolaïdis (éds.), L’homme au risque de l’infini. Mélanges d’histoire et de philosophie des sciences offerts à Michel Blay, Turnhout, Brepols, 2013, p. 65-81.  (ISBN 978-2-503-55142-5)

### Traductions
- Galilée, Discours concernant deux sciences nouvelles; introduction, traduction et notes par Maurice Clavelin. Paris, Armand Colin, 1970. Nouvelle édition corrigée et augmentée : Paris, Presses universitaires de France, 1995.  (ISBN 978-2-13-046854-7)
- Willard Van Orman Quine, La Poursuite de la vérité, traduit de l'anglais par Maurice Clavelin. Paris, éd. du Seuil, 1993 ; rééd. 2012.  (ISBN 978-2-02-012764-6)